# Лафей, Виктор
Виктор Лафей (фр. Victor Lafay); (род. 17 января 1996, Лион) — французский профессиональный шоссейный велогонщик, выступающий за команду мирового тура «Cofidis».

## Достижения
2014
1-й  Tour du Valromey (юниоры) — Генеральная классификация
1-й — Этапы 2 и 3
2016
1-й — Этап 8 Тур Новой Каледонии
2017
1-й  Чемпион Франции — Групповая гонка U23
1-й — Этап 1 Тур де Овернь
1-й — Этапы 1 и 8 Тур Новой Каледонии
7-й Гран-при Присниц спа U23 — Генеральная классификация
9-й Rhône-Alpes Isère Tour — Генеральная классификация
9-й Tour de Savoie Mont-Blanc — Генеральная классификация
2018
1-й — Этап 2 Tour de Savoie Mont-Blanc
2-й  Чемпионат Европы — Групповая гонка U23